# Morgade (Ginzo de Limia)
Morgade (llamada oficialmente San Tomé de Morgade) es una parroquia y un lugar del municipio español de Ginzo de Limia, en la provincia de Orense, Galicia.

## Toponimia
La parroquia también es conocida por el nombre de Santo Tomé de Morgade.

## Organización territorial
La parroquia está formada por una entidad de población:
- Morgade

## Demografía
Gráfica demográfica del lugar y parroquia de Morgade según el INE español:
| Gráfica de evolución demográfica de Morgade entre 2000 y 2022 |
|                                                               |
| Datos según el nomenclátor publicado por el INE.              |